# ベイトマンの原理
ベイトマンの原理（ベイトマンのげんり、Bateman's principle）とは生物学において、ほとんどの種でメスよりもオスの繁殖成功のばらつきが大きくなるという理論。イギリスの遺伝学者べイトマンが提唱した。べイトマンは、ほとんどの種でメスの方がオスよりも繁殖に大きなエネルギーを費やし、そのためにメスがオスにとって希少資源となると考えた。
ベイトマンの原理は何十年もの間、性淘汰の基礎とされてきたが、最近になって批判にさらされている。2012年と2013年にはベイトマンの実験を再現する試みが行われたが、彼の結論は裏付けられなかった。ベイトマンの実験方法や統計的手法を批判したり、矛盾する証拠を指摘したりする科学者がいる一方で、べイトマンの原理を擁護し、それを支持する証拠を挙げる科学者もいる。

## 概要
通常、メスは子孫を作るのにオスより多くの投資を行う。メスは多くのオスとつがいになっても、自分で生産できる以上の子を持つことはできない。一方、オス一個体は容易に多くのメスの卵を受精させることができる。オスはメス一個体よりも遥かに多くの子の父親となれる可能性を持っている。概して、オスの繁殖成功度は、多くのメスとつがいになればなるほど増大する。メスの繁殖成功度はより多くのオスとつがいになっても増大しない。この結果、オスはメスを争って互いに競争し、メスはどのオスとつがいになるか慎重に選好する。これが性淘汰の原因である。
ベイトマンの発見はショウジョウバエの配偶行動の観察から得られた。彼はこの差が配偶子生産にかかるコストの違いであると考えた。大きな配偶子（卵）を生産する性であるメスは、小さな配偶子（精子）を生産するオスより常に大きなコストがかかる。
- 「メスは限られた数の子しか持つことができないが、オスは実質的に無制限な数の子を持つことができる。オスが、誰と交配しても構わないと思っているメスを見つけられるかぎり」 「その結果、一般に、メスはだれと交配するかに関してより強く選り好みする」 －キャスパー・ヒューエット（2003）
- 「オスは彼が受精できる卵子の数を遙かに超えた数の精子を容易に生産することができる、…したがって、求愛や縄張り争い、その他のオス同士の争いが展開される」 －ジョージ・ウィリアムズ（1966）
- 「ほとんどの動物では、メスの繁殖は卵に多くの栄養をつぎ込まなければならないことによって厳しく制限される。哺乳類では、それに相当するのは胎児の養育と母乳の生産である。しかしオスの場合は精子の生産で繁殖が制限されることはめったにありそうにない。むしろ彼にとって制限となるのは、受精させる機会か手の空いているメスの数で… そして、一般的には、メスの繁殖はオスと比べて大きく制限されることになる… これはほとんど常にオスの無分別な熱意とメスの思慮深い受け身の組み合わせが見られる理由を説明している。」 －A・J・ベイトマン（1948）
- 「一夫多妻の種の中では、オスの繁殖成功度における差はメスの繁殖成功における差より遥かに大きい傾向がある」 －ジュリアン・ハクスリー（1938）
- 「メスは（まれな例外はあるが）オスほど熱心ではない… 彼女たちは内気で、長い間オスから逃げようと努力しているのがしばしば見られる」 －ダーウィン（1871）

## 批判
何人かの現代の進化生物学者はベイトマンの原理がもはや原理と呼べないほどに多くの種に当てはまらないと考えている。オリビア・ジャドソンはベイトマンの観察が短期間であったために成立したにすぎず、事実無根と考えている。ティム・バークヘッドは精子競争がベイトマン原理の例外となることを発見した。

### 反例
ウサギからショウジョウバエまで多くの種が、より多くのオスと交配するメスがより多くの子を持つことが観察されている。 これは「メスの繁殖成功は、より多くのオスと交配しても増加しない」というベイトマンの原理に反していると議論された。
オスが一匹のメスを防衛して、そのメスとだけ配偶する動物がいることが知られている（配偶者防衛）。それらの生物はメスが他のオスと交配するのを防ぐ目的で行われる。たとえばナナフシやアイダホジリスがその例である。これらの観察は「オスの繁殖成功はつがいになるメスの数に比例して増加する」というベイトマンの原理に反するように見える。
メスが子孫を残すのに大きな投資を行っているという仮定は常に正しいわけではない。海中に産卵する生物では、各性への投資はほとんど等しい。体内受精する動物では、一つの卵と一つの精子が受精するとしても、一つの卵を受精させるために多くの精子を送り込まなければならない。多くの種のオスはメスより配偶子を作るのにエネルギーを費やしている。
また子孫を生むことに資源を大きく投資する性が有限資源になるという主張も常に正しいというわけではない。例えば、顕花植物では雌しべは雄しべが投資するよりさらに多くのエネルギーを配偶体の作成に投資する。しかしほとんどの顕花植物の生殖は種子の生産でなはなく花粉の配送によって制限されている。
「ほとんど常にオスの無分別な熱意とメスの思慮深い受け身の組み合わせが見られる」というベイトマンの主張と、有性生殖生物の多くが一夫多妻であるだろうという彼の仮定は、多くの種の雌が複数のオスと配偶することが知られることによって、誤っていると議論になった。

## 性役割の逆転
ベイトマンの原理で性役割が逆転している最も有名な例は、タツノオトシゴ、アメリカヒレアシシギ、レンカクである。これらはオスが子の世話をし、地味である。メスは派手に飾り立て、攻撃的である。もっともこれらの動物は性役割が逆転しているだけでベイトマンの予測通りの振る舞いを示しており、彼の原理の正しさを支持しているとも考えられる。

## 実効性比と潜在的繁殖速度
ベイトマンの原理に例外が多いのは事実である。卵一つと精子一つでは精子の方が安価であっても、一つの卵を受精させるために実質的に多量の精子が必要ならば、精子の方が安価とは言えなくなる。それでもなお、性的二形や性選択は存在する。実効性比と潜在的繁殖速度での説明はベイトマン原理の拡張とも言える。
多くの生物、特に動物ではオスとメスで繁殖に掛ける時間が異なる場合が多い。妊娠期間が長かったり、一方の性だけが子育てを行う生物では特に差が大きくなる。単位時間あたりで何度繁殖可能かを潜在的繁殖速度という。オスとメスが同数いる群れでも、一方の性の多くが妊娠、子育てなどで繁殖できなければ、残った個体を争ってもう一方の性の個体同士が争うことになる。ある時点で繁殖可能な個体の性比を実効性比と呼び、実効性比の偏りが大きいほど性選択は熾烈になる傾向がある。